# Hoang mạc Atacama
Hoang mạc Atacama (tiếng Tây Ban Nha: Desierto de Atacama) là một sa mạc nằm ở phía bắc Chile và một phần nhỏ ở phía nam Peru. Hoang mạc Atacama nằm giữa Thái Bình Dương và dãy núi Andes, cách chí tuyến Nam 960 km. Những địa hình ở nơi đây hoàn toàn tương phản với nhau: những ngọn đồi toàn đá, đá núi lửa và những cồn cát trải dài. So với mặt biển, hoang mạc này cao 3.200 m và rộng 181.300 km2. Hoang mạc Atacama nằm giữa các vĩ tuyến 22 - 27 độ nam, dọc theo bờ Thái Bình Dương. Khu vực này có diện tích rộng lớn, và rất ít khi có mưa.

## Sự khô cằn
Atacama là một trong những khu vực khô cằn nhất Trái Đất. Bằng chứng cho thấy từ năm 1570 đến 1971, sa mạc Atacama không có lượng mưa đáng kể nào. Atacama được cuốn sách Kỷ lục Thế giới Guinness ghi nhận là sa mạc "khô cằn nhất thế giới". Atacama cũng được xem là hoang mạc khô cằn nhất thế giới bởi NASA, Hội địa lý Quốc gia Hoa Kỳ và nhiều sách báo khác.
Hoang mạc này có lượng mưa trung bình ít hơn 50 mm trong một năm. Hàng năm, Atacama chỉ có mực nước mưa trung bình là 25 mm. Ít nhất là kể từ khi Atacama được con người chú ý đến - một khoảng thời gian cách đây đã rất lâu - tại một số khu vực nằm giữa hoang mạc này, mưa chưa bao giờ rơi.
Hoang mạc Atacama còn có tám hồ nước nóng với nhiệt độ trung bình là 33 °C. Tám hồ nước nóng này có màu nước đặc biệt xanh và mùi vị có lợi cho sự thư giãn. Cả tám hồ nước nóng này được khu resort Explora Atacama quản lý, quanh năm tám hồ này mở cửa đón du khách đến thăm. Tuy nhiên, khoảng từ tháng mười đến tháng sáu là thời điểm có thời tiết thuận lợi nhất để du khách đến những hồ nước nóng này.
Không những thế, trên sa mạc này cây xương rồng cũng không thể mọc lên được. Vì không khí quá khô, oxy hóa không xảy ra ở những vật liệu bằng kim loại, và - không cần một phương pháp ướp xác nào - các miếng thịt cũng có thể được giữ nguyên mãi mãi. Tóm lại, sự mục rữa không thể xảy ra đối với bất cứ một thứ gì ở hoang mạc không có hơi nước này. Dù hoang mạc Atacama có những ngọn núi không hề thấp, chiều cao 6.885 m, nhưng những ngọn núi này không có băng tuyết. Ngoài ra, trong suốt thời kỳ băng hà, băng tuyết không hề tồn tại ở khu vực phía nam từ 25°N cho tới 27°N. Tại hoang mạc Atacama, mùa hè vô cùng khắc nghiệt. Người đến đây vào mùa hè có thể gặp nhiều hậu quả: gãy vụn tóc và râu và nứt mẻ móng tay, móng chân.

## Tuổi thọ lâu đời
Là một sa mạc khô cằn, tại Atacama, từ ít nhất 25 triệu năm trước, nước đã không chảy. Các trầm tích nằm dưới lòng một con sông cổ ở sa mạc Atacama từ 120.000 năm trước đã được phát hiện. Tiến sĩ Tibor Dunai và những cộng sự thuộc Trường Đại học Vrije tại thành phố Amsterdam của Hà Lan đã cho biết hoang mạc Atacama "là vùng sa mạc cổ nhất hành tinh".
Trong hội nghị thuộc Hiệp hội Địa vật lý Hoa Kỳ ở San Francisco, tiến sĩ Tibor Dunai cũng cho biết: trong ít nhất là 25 triệu năm, tại hoang mạc Atacama đã có những điều kiện hết sức khô cằn. Như vậy, sa mạc Namibia ở châu Phi hoặc các thung lũng hoang mạc của vùng Nam cực có tuổi thọ kém hơn hẳn hoang mạc Atacama (khoảng 10 triệu năm). Tên gọi của hoang mạc này - Atacama - dường như bắt nguồn từ một bộ lạc cùng tên - bộ lạc người Anh-điêng Atacama. Hiện nay, bộ lạc Atacama vẫn còn định cư tại đây.
Nhà khoa học Dunai cùng nhóm nghiên cứu đã đo một chất đồng vị của neon để tìm hiểu rằng các trầm tích của hoang mạc này đã bao giờ bị xói mòn chưa. Kết quả là các trầm tích trên hoang mạc Atacama đã được họ định tuổi. Theo khám phá của các nhà địa lý học/vật lý học tại một số nơi khác, trong gần bốn mươi triệu năm những trầm tích vẫn còn nguyên vẹn.
Từ 120.000 năm trước, các trầm tích và nước đã không tiếp xúc với nhau dưới lòng một dòng sông. Các nhà nghiên cứu đã cho hay: đôi khi, đúng vào lúc khí hậu thay đổi, các trầm tích này trở nên ẩm ướt.

## Dân cư, khoáng sản, du lịch và liên quan tới khoa học

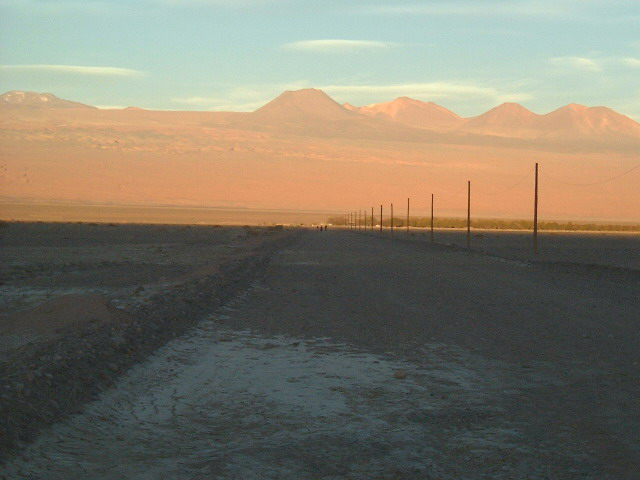
Con đường Atacama

Ở hoang mạc Atacama, có khoảng 1 triệu người cư ngụ tại những thành phố ven biển, các làng chài cũng như các thành phố trên ốc đảo. Ngoài ra nghề nông cũng hiện hữu ở hoang mạc Atacama, nước ở các tầng ngầm nước do tuyết tan chảy ở trên dãy núi Andes được những người làm nông nghiệp ở Atacama sử dụng.
Loại muối "diêm tiêu Chile" được xem là thứ duy nhất dồi dào tại đây. Hoang mạc Atacama có những khoáng sản như:
- Các mỏ đồng lớn
- Diêm tiêu
- Muối ăn

Hoang mạc Atacama, được xem như là "Sao Hỏa trên Trái Đất", là một trong năm địa điểm nổi tiếng ở Chile. Vì Atacama là khu vực có bầu trời trong nhất trên Trái Đất, đài quan sát thiên văn lớn nhất thế giới là Very Large Telescope được đặt tại hoang mạc Atacama. Đặt đài thiên văn ở đây sẽ giúp các nhà khoa học không gặp khó khăn khi quan sát các vì sao. Ngoài ra, người ta còn sử dụng đất đai tại hoang mạc Atacama cho việc thử nghiệm những robot sau này được dùng đến trên sao Hoả.
Khu vực Atacama cùng với vùng Patagonia ở phía nam và đảo Phục Sinh là những nơi hoàn toàn không chịu ảnh hưởng bởi trận Động đất Chile 2010.

## Hình ảnh

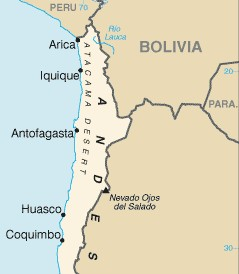
Bản đồ Hoang mạc Atacama (lãnh thổ Chi Lê) theo Dữ kiện thế giới của CIA.
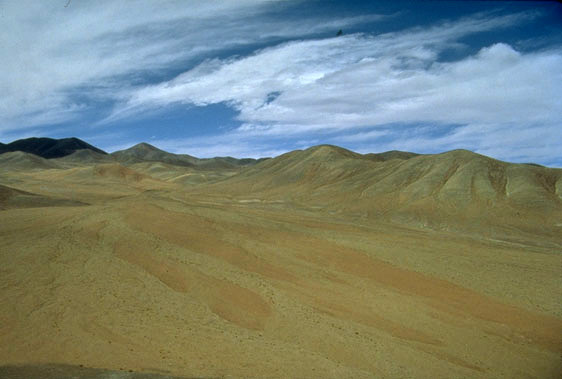
Hoang mạc Atacama
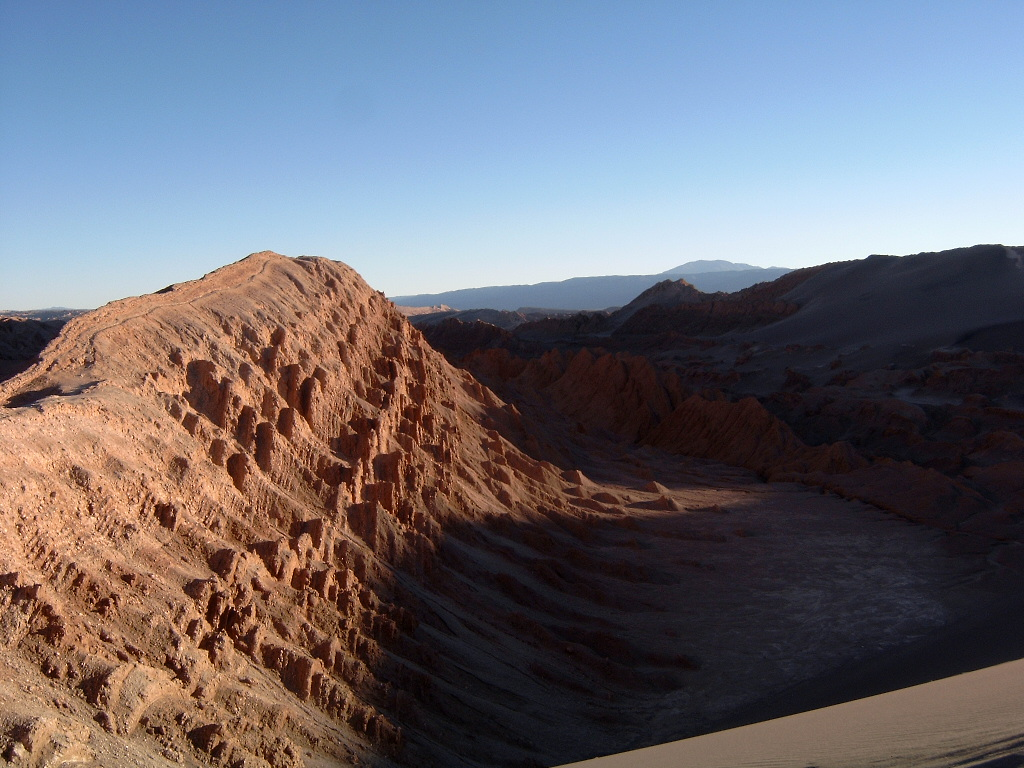
Cảnh Valle de la Luna (Thung lũng Mặt Trăng) gần San Pedro de Atacama.
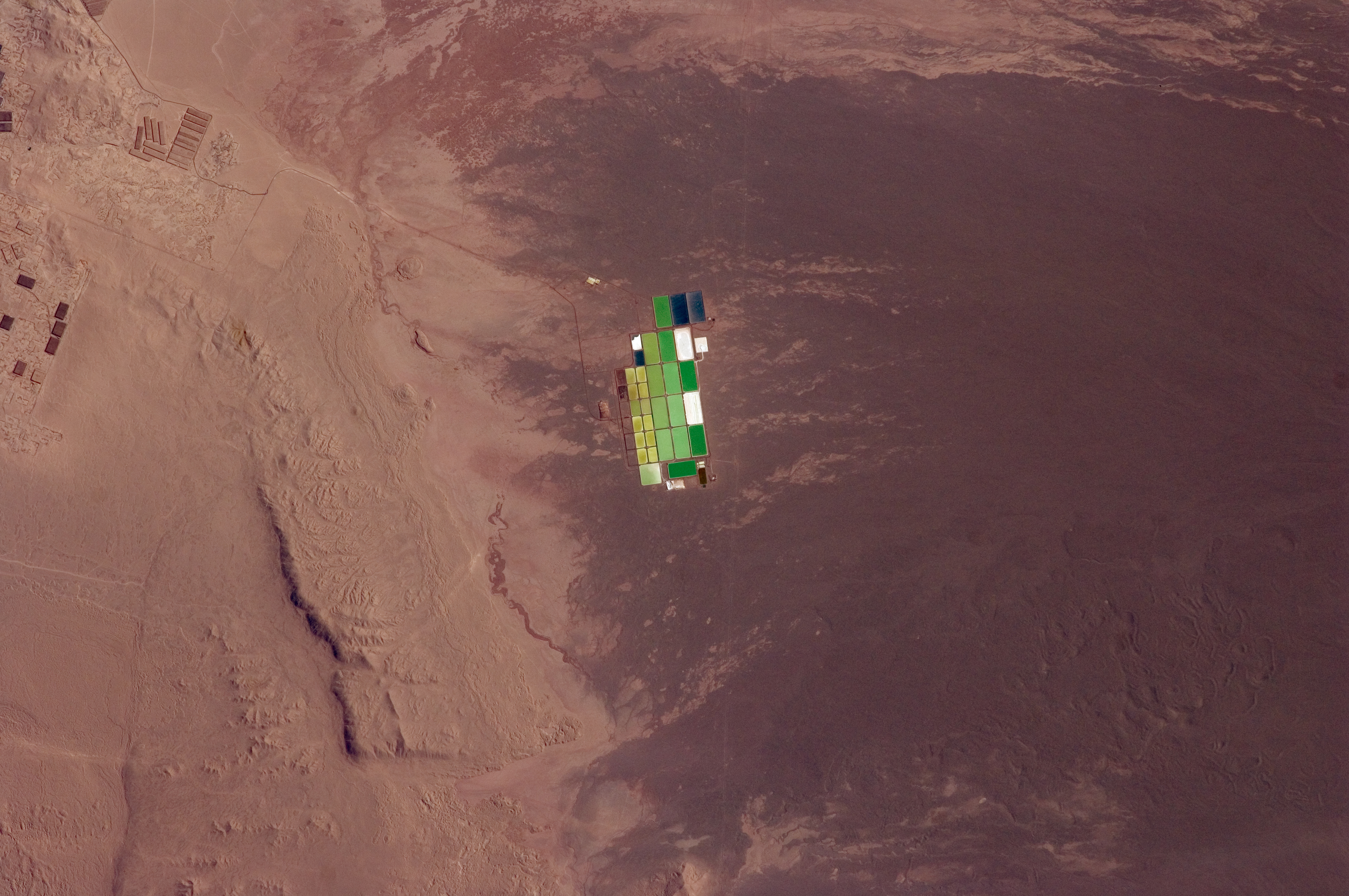
Solar Evaporation Ponds ở Hoang mạc Atacama.